# Zrcadlový test sebeuvědomění

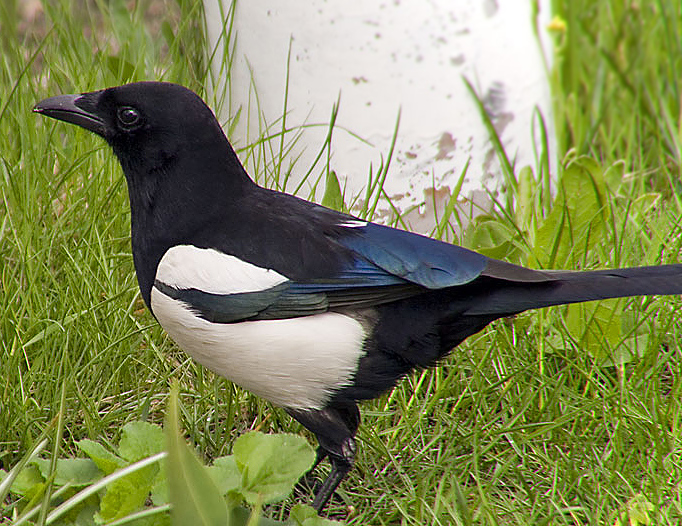
Straky obecné jsou jedním z živočichů, kteří zrcadlovým testem prošli.

Zrcadlový test sebeuvědomění představuje měřítko sebeuvědomění zvířat, které bylo vyvinuto Gordonem G. Gallupem v roce 1970. Jde o testovací měřítko, které určuje, zda se jedná o zvíře schopné rozpoznat sebe sama, tímto měřítkem je obraz zvířete samotného v zrcadle. To je zajištěno tím, že se zvíře v bezvědomí označí na těle nedráždivou barvou bez zápachu. Zatímco testovací bod je pro zvíře viditelný při přímém pohledu do zrcadla (tzn. na tváři), kontrolní bod je na dostupné, ale pohledu skryté části těla. Vědci následně sledují, zda zvíře reaguje v souladu s tím, že si je vědomo toho, že testovací barvivo se nachází na jeho těle, a zároveň nebere v úvahu kontrolní barviva. Takové chování může zahrnovat otáčení a ohýbání těla za účelem lepšího pohledu na značení na těle, případně dloubání značek končetinami při prohlížení v zrcadle.

## Výsledky testu
Testem například úspěšně prošli zástupci druhů jako jsou lidoopi, delfín skákavý, kosatka dravá, sloni, kůň, straka obecná, makak rhesus holubi či jisté ryby. Zvířata se však úspěšnému zvládnutí testu mohou naučit. Podobně také umělá inteligence může projít testem.
Lidé mají sklon k neúspěchu v tomto testu, dokud jim není asi 18 měsíců (v tomto věku asi 50 %) nebo jsou v tzv. „zrcadlovém stádiu.“ Psi, kočky nebo jednoleté děti obvykle reagují na zrcadlo ve strachu či zvědavosti nebo je prostě ignorují, zatímco ptáci často útočí na své vlastní obrazy. Zrcadlovým testem dále neprošli například panda velká, gibon, malpa, papoušek šedý, vrána novokaledonská či chobotnice. Nicméně psi jsou schopni uspět v modifikovaném testu na vlastní pach.
Výsledky testu není možné jednoduše zaměnit za inteligenci; testuje se sebeuvědomění (vázáno na inteligenci) v souvislosti s vizuálním vnímáním. Například psi se primárně orientují čichem, proto není možné označit je za neinteligentní, i když se v zrcadle nepoznají.[zdroj?]